# Consejo Privado del Conde de Barcelona
El Consejo Privado del Conde de Barcelona fue una organización privada de Juan de Borbón con carácter de organismo consultivo.

## Historia
Tras trasladarse a Portugal en 1946 y asentarse en Estoril, Juan de Borbón conformó su consejo privado el 6 de abril de 1946. Celebró su primera reunión en marzo de 1947, estableciendo que cualquier negociación con los disidentes republicanos nunca iría más lejos de las concesiones de la Constitución canovista de 1876; línea contradicha poco más tarde por unas declaraciones del pretendiente Borbón, relativas a la defensa de este de un referéndum en España sobre la forma de Estado. Sin embargo durante su primera década de actividad fue poco más que una distinción honorífica; cambió operativamente tras la entrada en 1956 de Gonzalo Fernández de la Mora y la aparición en 1957 de la figura de una comisión permanente que tratara de potenciar la actividad del ente. Estuvo compuesto por alrededor de 90 miembros, más o menos activos, la mayor parte de los cuales pertenecían a la aristocracia financiera. Por otra parte el conde de Barcelona contó también con otro órgano político, el secretariado político, que hacía las veces de órgano ejecutivo. Ha llegado a ser descrito como un órgano «inoperante y heterogéneo» y como carente «de dinamismo y resultados». El organismo, que negó cualquier apoyo a José María Gil-Robles, uno de sus miembros, tras su participación en la reunión de Múnich con políticos de la disidencia franquista, procedería a expulsar a este. Coincidiendo con la designación efectuada por Franco de Juan Carlos de Borbón como sucesor a la jefatura del estado, el órgano fue disuelto en julio de 1969 (al igual que el secretariado), siendo entonces José María Pemán presidente de la organización.